# Чуквубуйкем Іквуемесі
Чуквубуйкем Іквуемесі (англ. Chukwubuikem Ikwuemesi, 5 серпня 2001) — нігерійський футболіст, нападник італійського клубу «Салернітана».

## Клубна кар'єра
Народився 5 серпня 2001 року. У рідній Нігерії виступав у складі команди «Джаянт Брілларс».
У серпні 2021 року вирішив перебратися до Європи, підписавши орендну угоду з клубом другої австрійської ліги «Форвертс» (Штайр). Дебютував у Другій лізі Австрії18 вересня 2021 року, коли вийшов у стартовому складі на гру проти «Аустрії» (Лустенау) у восьмому турі сезону 2021/22, а його команда програла 1:2. Загалом він провів вісім ігор чемпіонату, в яких забив гол, а також одну кубкову гру, де також відзначився забитим м'ячем. У грудні 2021 року його договір оренди був розірваний.
У березні 2022 року він перебрався до Словенії у команду другого дивізіону «Кршко», де до кінця сезону забив 4 голи у 11 іграх чемпіонату, привернувши увагу вищолігового клубу «Цельє», куди і перейшов у липні, підписавши повноцінний контракт. Там до кінця року Іквуемесі провів 17 поєдинків в усіх турнірах, відзначився шістьма голами й трьома результативними передачами, чим зацікавив кілька європейських клубів, зокрема «Динамо» (Київ) та «Динамо» (Загреб).

## Виступи за збірну
У 2020 році Іквуемесі грав за молодіжну збірну Нігерії U-20.